# Lê Minh Cược
Lê Minh Cược (sinh năm 1949) là một sĩ quan cao cấp của Quân đội nhân dân Việt Nam, hàm Trung tướng, nguyên Chính ủy Quân khu 2, Phó Tư lệnh Quân khu Thủ đô, nguyên Chủ tịch Hội Cựu chiến binh thành phố Hà Nội (2013 – 2017). Ông là một trong 11 vị tướng xuất thân từ Trung đoàn Ba Gia.

## Lịch sử phong quân hàm
| Năm thụ phong |        |             | 2006        |
| ------------- | ------ | ----------- | ----------- |
| Cấp bậc       | Đại tá | Thiếu tướng | Trung tướng |